# Ogataea henricii
Ogataea henricii är en svampart som först beskrevs av Wick., och fick sitt nu gällande namn av Y. Yamada, K. Maeda & Mikata 1994. Ogataea henricii ingår i släktet Ogataea och familjen Pichiaceae.   Inga underarter finns listade i Catalogue of Life.